# William Sharman
William Sharman (Lagos, 12 settembre 1984) è un ostacolista britannico di origine nigeriana.
Medaglia d'argento europea nei 110 metri ostacoli a Zurigo 2014.

## Palmarès
| Anno | Manifestazione          | Sede       | Evento   | Risultato  | Prestazione | Note                                     |
| ---- | ----------------------- | ---------- | -------- | ---------- | ----------- | ---------------------------------------- |
| 2009 | Mondiali                | Berlino    | 110 m hs | 4º         | 13"30       | Miglior prestazione personale            |
| 2010 | Europei                 | Barcellona | 110 m hs | Semifinale | dq          |                                          |
| 2010 | Giochi del Commonwealth | Delhi      | 110 m hs | Argento    | 13"50       |                                          |
| 2011 | Mondiali                | Taegu      | 110 m hs | 6º         | 13"67       |                                          |
| 2012 | Europei                 | Helsinki   | 110 m hs | Semifinale | 13"55       | Miglior prestazione personale stagionale |
| 2013 | Mondiali                | Mosca      | 110 m hs | 5º         | 13"30       |                                          |
| 2014 | Mondiali indoor         | Sopot      | 60 m hs  | 7º         | 7"60        |                                          |
| 2014 | Giochi del Commonwealth | Glasgow    | 110 m hs | Argento    | 13"36       |                                          |
| 2014 | Europei                 | Zurigo     | 110 m hs | Argento    | 13"27       |                                          |